# Domus Sanctae Marthae
La Domus Sanctae Marthae (en español: Casa de Santa Marta o Residencia de Santa Marta) es un edificio construido en 1996, adyacente a la basílica de San Pedro en la Ciudad del Vaticano, durante el pontificado de Juan Pablo II, conocida principalmente por ser la residencia de los cardenales electores durante los cónclaves a partir de su designación como tal por el propio Juan Pablo II en la constitución apostólica Universi Dominici Gregis. Se encuentra ubicada en la plaza de Santa Marta, al lado de la puerta de entrada del «Perugino».

## Historia

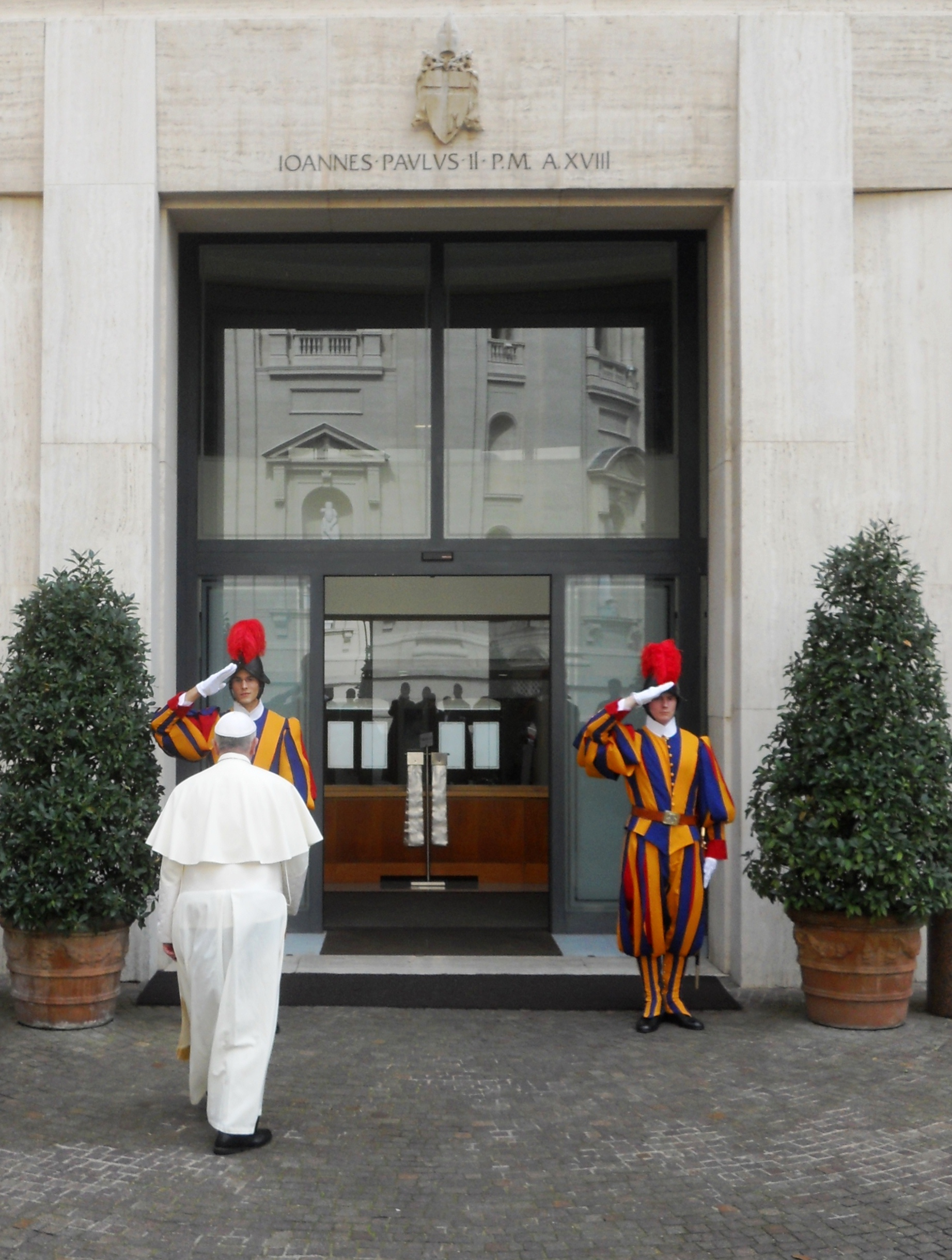
El papa Francisco entrando a la Casa de Santa Marta (2013).

El edificio que hoy ocupa la Domus Sanctae Marthae fue con anterioridad una casa de asistencia para enfermos, constituida por el papa León XIII, para atender a los enfermos de la epidemia de cólera que azotó Roma en 1881. Igualmente, en tiempos del Holocausto, durante la Segunda Guerra Mundial, fue utilizada, por orden de Pío XII, para refugiar a prófugos judíos y representantes diplomáticos que rompieron relaciones diplomáticas con Italia.
Con la promulgación por Juan Pablo II de la Constitución Apostólica Universi Dominici Gregis el 22 de febrero de 1996, la casa fue constituida como el lugar de descanso de los cardenales participantes en el cónclave, por lo que, junto con la Capilla Sixtina, la domus se convirtió en una de las dos sedes más importantes donde se desarrolla el cónclave.

## Residencia Papal (2013-2025)
En 2013 el papa Francisco la eligió como residencia en lugar de utilizar el habitual apartamento papal del Palacio Apostólico Vaticano. Fue aquí mismo donde falleció, el 21 de abril de 2025.

## Distribución y administración
Consta de cuatro plantas y un total de 129 habitaciones, de las cuales 106 son suites, 22 habitaciones dobles y un apartamento. Durante el cónclave cada cardenal se debe alojar en solitario, y su principal preocupación es procurar una pronta elección papal. La ocupación final de las habitaciones depende del resultado del sorteo a cargo del camarlengo.
Es administrada por la congregación de las Hijas de la Caridad de San Vicente de Paúl. Cuando no es usada para el cónclave, la misma sirve de residencia para los cardenales y prelados durante sus estancias en Roma.